# 窪木稔
窪木 稔（くぼき みのる、1954年10月28日 - ）は、日本の裁判官、弁護士。秋田地方裁判所所長や、仙台家庭裁判所所長を務めた。弁護士法人浅野総合法律事務所所属。

## 人物・経歴
東京都出身。東京都立新宿高等学校を経て、中央大学卒業後、1984年に裁判官に任官し、以降主として民事事件を扱った。2006年東京高等裁判所判事。2009年水戸地方裁判所部総括判事。2012年東京高等裁判所判事。同年さいたま地方裁判所部総括判事。2014年静岡地方裁判所沼津支部長。2016年秋田地方裁判所所長。2018年仙台家庭裁判所所長。2019年定年退官。2025年、瑞宝中綬章受章。
2020年弁護士法人浅野総合法律事務所入所。

## 裁判
- 2005年に当時32歳の女性が取手市の産婦人科医院で出産した際、子宮から大量の出血があり4日後に死亡した事件で、医師に適切な処置を怠った過失があったとして、約7000万円の損害賠償を命じた[6]。